# Czwarty raport IPCC
Czwarty Raport IPCC  (The Fourth Assessment Report of the IPCC; w skrócie AR4) – czwarty raport podsumowujący zmiany klimatu, raporty są publikowane przez Międzyrządowy Zespół do spraw Zmian Klimatu (IPCC).

## Raport Pierwszej Grupy Roboczej
Podsumowanie Pierwszej Grupy Roboczej dla Decydentów (The Working Group I Summary for Policymakers) zostało opublikowane 2 lutego 2007.
Climate Change 2007: The Physical Science Basis, the report of Working Group I  ocenia naukowe podstawy naturalnych i antropogenicznych czynników wpływających na klimat, ocenia czy nauka jest w stanie dokonać atrybucji jakie czynniki wpływają na zmiany klimatu, i daje ocenę zmian klimatu w przyszłości.
Raport został napisany przez ponad 600 autorów z 40 krajów i był recenzowany przez 620 ekspertów i przedstawicieli rządów. Streszczenie raportu zostało ocenione przez przedstawicieli 113 krajów w czasie 10 Sesji Pierwszej Grupy Roboczej, które miało miejsce w Paryżu 29 stycznia –  1 lutego 2007 roku.

### Główne wyniki Pierwszej Grupy Roboczej
- Następuje globalna zmiana klimatu.
- Prawdopodobieństwo, że te zmiany są wywołane  przez czynniki naturalne jest około 5%.
- Prawdopodobieństwo, że zmiany te są spowodowane przez antropogeniczną emisję gazów cieplarnianych jest ponad 90%.
- Przewiduje się, że w XXI wieku temperatura na świecie wzrośnie od 1,8 do 4 °C. Z tym, że możliwe są zmiany od 1,1 do 6,4 °C.
- Poziom wód oceanu wzrośnie prawdopodobnie o 28 do 42 cm.
- Istnieje 90% prawdopodobieństwo, że będą występowały upały i silne opady[1].

### Intensywność huraganów tropikalnych
Podsumowanie stwierdza, że

Istnieją dane obserwacyjne, że wzrasta aktywność silnych cyklonów tropikalnych na Północnym Atlantyku od około 1970 roku i jest to skorelowane dodatnio ze wzrostem temperatury oceanu. Istnieje przypuszczenie że ta dodatnia korelacja jest prawdziwa w innych rejonach, jednak w tych obszarach jakość danych meteorologicznych nie jest zadowalająca.  Oscylacje w skali dekad oraz ograniczona wiarygodność danych obserwacyjnych sprzed 1970, kiedy rutynowo zaczęto przeprowadzać obserwacje satelitarne, komplikują ocenę długoterminowych trendów aktywności cyklonów tropikalnych. Nie ma jasnego trendu liczby cyklonów tropikalnych w danym roku.

Raport stwierdza ponadto, że:
- Intensywność cyklonów tropikalnych na Północnym Atlantyku wzrosła od 1970 i koreluje się dodatnio z temperaturą oceanu.
- Obserwowane zwiększenie intensywności cyklonów tropikalnych jest większe niż w przewidywaniach modeli klimatu, w których uwzględniono obserwowalne zmiany SST.
- Nie ma obserwowalnego trendu w ilości cyklonów tropikalnych.
- Z prawdopodobieństwem większym niż 50% intensywność cyklonów tropikalnych wzrosła przez działalność człowieka.
- Z prawdopodobieństwem większym niż 66% intensywność cyklonów tropikalnych może wzrosnąć w XXI wieku ze względu na działalność człowieka.
- "wielkość antropogenicznych zmian (intensywności cyklonów tropikalnych) nie jest oceniona. Atrybucja tego zjawiska jest oparta na opinii ekspertów, a nie na formalnych badaniach atrybucji" (przypis do tabeli SPM-2).

To stwierdzenie pokazuje, że związek pomiędzy intensywnością huraganów i temperaturą oceanu jest nadal hipotezą (część naukowców kwestionuje tę hipotezę).

## Raport Drugiej Grupy Roboczej
Raport drugiej grupy roboczej "Climate Change 2007: Impacts, Adaptation and Vulnerability" (Zmiany klimatu 2007: skutki, adaptacja i zagrożenie) został ogłoszony 6 kwietnia w Brukseli.
Rozdział 7 "Industry, Settlement and Society"  podkreśla, że nikt nie będzie w stanie uniknąć efektów ocieplenia Ziemi i że ludzie w krajach rozwijających się będą najbardziej dotknięci zmianami klimatu. W wielu przypadkach globalne ocieplenie będzie prowadziło do dalszych problemów środowiska, np. do wycinania lasów i braku wody.
W 2009 roku IPCC przyznało, że rozdziale poświęconym topnieniu lodowców popełniony został błąd dotyczący prognozowanej daty stopnienia niektórych lodowców.